# Bussey
Bussey és una població dels Estats Units a l'estat d'Iowa. Segons el cens del 2000 tenia 450 habitants.

## Demografia
Segons el cens del 2000, Bussey tenia 450 habitants, 184 habitatges, i 128 famílies. La densitat de població era de 526,5 habitants per km².
Dels 184 habitatges en un 28,8% hi vivien nens de menys de 18 anys, en un 52,2% hi vivien parelles casades, en un 8,7% dones solteres, i en un 29,9% no eren unitats familiars. En el 29,3% dels habitatges hi vivien persones soles el 14,7% de les quals corresponia a persones de 65 anys o més que vivien soles. El nombre mitjà de persones vivint en cada habitatge era de 2,45 i el nombre mitjà de persones que vivien en cada família era de 2,95.
Per edats la població es repartia de la següent manera: un 25,6% tenia menys de 18 anys, un 9,1% entre 18 i 24, un 22,9% entre 25 i 44, un 23,8% de 45 a 60 i un 18,7% 65 anys o més.
L'edat mediana era de 39 anys. Per cada 100 dones de 18 o més anys hi havia 99,4 homes.
La renda mediana per habitatge era de 32.500 $ i la renda mediana per família de 42.857 $. Els homes tenien una renda mediana de 35.500 $ mentre que les dones 23.438 $. La renda per capita de la població era de 14.657 $. Entorn del 7,5% de les famílies i el 12,6% de la població estaven per davall del llindar de pobresa.

## Poblacions més properes
El següent diagrama mostra les poblacions més properes.